# Хобненский сельсовет
Хобненский сельсовет — упразднённая административная единица на территории Калинковичского района Гомельской области Республики Беларусь.

## Состав
Хобненский сельсовет включал 4 населённых пункта:
- Деревище — деревня.
- Мутижар — деревня.
- Хобное — деревня.
- Шавлов — деревня.